# Cuộc tấn công Kokang 2015
Cuộc tấn công Kokang 2015 là một xung đột bạo động mà đã phát ra vào tháng 2 năm 2015 tại Kokang miền bắc bang Shan, Myanmar. Nhiều cuộc chiến giữa quân đội Myanmar và binh lính của Liên minh Dân chủ Quốc gia Myanmar đã xảy ra.

## Bối cảnh
Người Kokang, có tên chữ Hán là Quả Cảm, thuộc sắc tộc Hán, nói tiếng Quan Thoại ở vùng tiểu bang Shan phía Bắc, Myanmar. Họ bắt nguồn là một nhóm trung thành với nhà Minh di dân từ Nam Kinh qua Vân Nam vào thế kỷ 17 rồi tới đây định cư.
Quân đội Liên minh Dân chủ Quốc gia Myanmar đã được thành lập vào năm 1989 bởi một lãnh tụ cộng sản địa phương, tên Bành Gia Thanh, sau khi ông ta tách ra khỏi nhóm du kích của đảng Cộng sản Miến Điện, được Trung Quốc ủng hộ, hình thành sau thế chiến thứ Hai. Phiến quân Kokang gốc Hán này đã bị quân chính phủ đánh đuổi vào năm 2009, và Bành Gia Thanh chạy sang Vân Nam trú ngụ.